# ميلفيل فولر
ميلفيل ويستون فولر (بالإنجليزية: Melville Fuller)‏ (11 فبراير 1833 - 4 يوليو 1910) هو ثامن رئيس للمحكمة العليا في الولايات المتحدة بين عامي 1888 و1910.
ولد فولر في أوغوستا بولاية مين، وأنشأ مكتبا قانونيا في شيكاغو بعد تخرجه من كلية بودوين. كما عمل كمحرر صحفى وأدار حملة الديمقراطي ستيفن أ. دوغلاس في الانتخابات الرئاسية عام 1860. وخدم لفترة واحدة في مجلس نواب ولاية إلينوي خلال الحرب الأهلية، وزعم خصومه السياسيون لاحقًا أنه كان مناهضًا للحرب. أصبح فولر محاميًا بارزًا في شيكاغو وكان مندوبًا للعديد من المؤتمرات الوطنية الديمقراطية.
ورفض العديد من التعيينات التي قدمها له الرئيس غروفر كليفلاند قبل أن يقبل ترشيح رئاسة المحكمة العليا خلفا لموريسون ويت. ورغم المعارضة التي لقيها الترشيح، فقد فاز فولر بتصويت مجلس الشيوخ في عام 1888. وفي عام 1893، رفض عرض كليفلاند ليكون وزير الخارجية. شغل منصب رئيس القضاة حتى وفاته في عام 1910.
ترأس فولر العديد من القضايا الهامة في المحكمة العليا. في قضية بليسي ضد فيرغسون، صاغت المحكمة مذهب «منفصلون لكن متساوون» وأيدت قوانين جيم كرو. رفض رأيه في قضية بولوك ضد شركة قروض وودائع المزارعين. ضريبة الدخل الفيدرالية لقانون تعرفة ويلسون-غورمان. تم استبدال القرار فيما بعد بالتعديل السادس عشر. كما اعتمد فولر في قضية الولايات المتحدة ضد شركة إي إي نايت تفسيرا ضيقا لقانون شيرمان لمكافحة الاحتكار، مما جعل من الملاحقة حالات مكافحة الاحتكار من الحكومة أكثر صعوبة.

## روابط خارجية
- ميلفيل فولر على موقع الموسوعة البريطانية (الإنجليزية)
- ميلفيل فولر على موقع إن إن دي بي (الإنجليزية)